# Løvfældende
 "Løvfald" omdirigeres hertil. For andre betydninger af Løvfald, se Løvfald (flertydig).
En plante kaldes løvfældende, når den taber bladene i en proces kaldet løvfald, i Danmark typisk om efteråret. Løvfældning er en tilpasning til nicher, hvor risikoen for energitab og udtørring overstiger gevinsten ved at opretholde blade med fotosyntese.
Planter kan af samme grund være løvfældende i både varme og kolde egne. Det er påvist, at vinteren påvirker planterne som en tørkeperiode. Derfor svarer vinterløvfald ganske til tørtidsløvfald. Løvfald er styret af flere forskellige faktorer:
- Tørke
- Skygge
- Lysmangel
- Arveanlæg

Visse stueplanter, som normalt er stedsegrønne, kan reagere med løvfald, hvis åndingstabet overstiger fotosyntesegevinsten (i kombinationen: stuevarme og svagt dagslys). Et velkendt eksempel er Birkefigen (Ficus benjamina) (= Stuebirk).
Når de ydre og indre faktorer udløser processen, går planten i gang med at tømme bladene for kulhydrater og de næringsstoffer, som kan flyttes (i først række kvælstof, kalium og fosfor). Stofferne oplagres på beskyttede steder i planten, og i samme takt ændrer bladene farve fra grøn til gullige eller rødlige farver. Når bladene er tømt, dannes et løsningslag af kork mellem bladfoden og grenen. Det forhindrer stoftransport mellem bladet og planten, og dermed er bladet dødsdømt, mens grenen er beskyttet mod fordampningstab og angreb af skadegørere. Når korklaget er færdigt, er det kun et spørgsmål om tid, før bladet afkastes.
For nedbryderne er det vigtigt, at planten ikke kan tømme bladene helt for energirigt kulhydrat og mineralske stoffer. Det betyder, at de nedfaldne blade (førnen) kan bruges som fødekilde og grundlag for hele nedbryderfødekæden. Det viser sig, at der er stor forskel på, hvor effektivt planterne tømmer deres blade. Træer som Ask (Fraxinus excelsior), Småbladet Lind (Tilia cordata) og Rød-El (Alnus glutinosa) og buske som Almindelig Hyld (Sambucus nigra) og Hassel (Corylus avellana) lader energi- og mineralrige blade falde til jorden. Det tiltrækker regnorme, som skaber muld i krummestruktur. Derfor kaldes den slags planter for "mulddannere".